# Lukas Mawrokiefalidis
Lukas Mawrokiefalidis (gr. Λουκάς Μαυροκεφαλίδης; ur. 25 lipca 1984 w Jesioniku) – grecki koszykarz występujący na pozycjach silnego skrzydłowego oraz środkowego, obecnie zawodnik Promitheas Patras.

## Osiągnięcia
Stan na 20 marca 2020, na podstawie, o ile nie zaznaczono inaczej.

### Zawodnicze
Drużynowe
- Mistrz:
  - Grecji (2014)
  - II ligi greckiej (2019)
- Wicemistrz:
  - Euroligi (2010)
  - Hiszpanii (2013)
  - Grecji (2008, 2010, 2011, 2015)
  - Litwy (2018)
- Brąz mistrzostw Grecji (2016)
- Zdobywca Pucharu Grecji (2010, 2011, 2014, 2015)
- Finalista pucharu:
  - Grecji  (2008, 2020)
  - Litwy (2018)

Indywidualne
- MVP:
  - Pucharu Grecji (2015)
  - kolejki Eurocup (2. TOP 16 – 2011/12, 6. – 2015/16)
- Największy postęp ligi greckiej (2006)
- Zaliczony do:
  - I składu ligi greckiej (2015, 2016)
  - II składu Eurocup (2013)
- Lider strzelców sezonu regularnego Eurocup (2016)
- Uczestnik greckiego meczu gwiazd (2006, 2009, 2011, 2014)

Reprezentacja
- Uczestnik mistrzostw Europy (2013 – 11. miejsce)

Młodzieżowe
- Wicemistrz świata U–21 (2005)
- Brązowy medalista mistrzostw świata U–19 (2003)
- Uczestnik mistrzostw Europy U–20 (2004 – 4. miejsce)